# Psalm 118

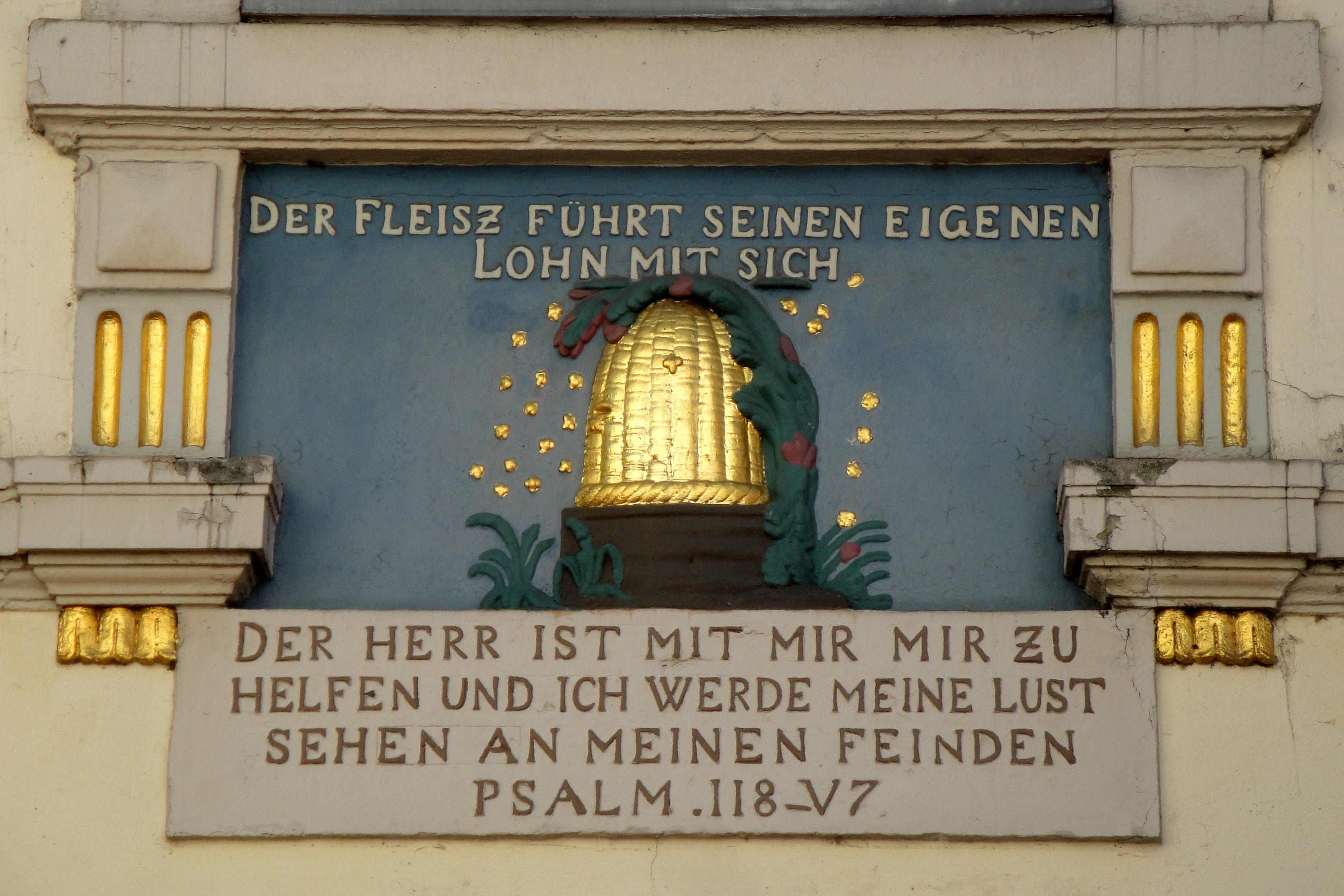
Inschrift mit Psalm 118,7 an einem Haus in Osnabrück

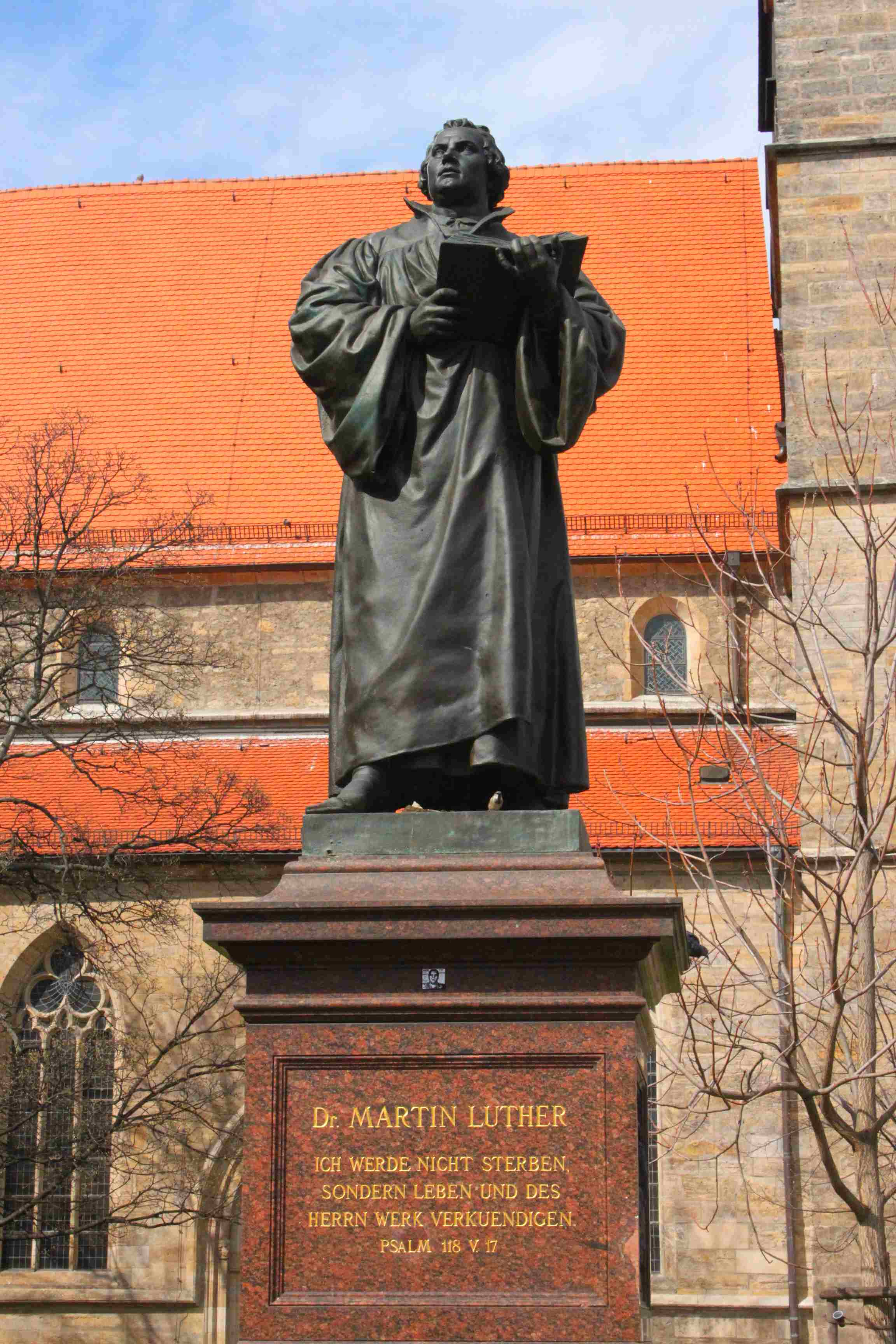
Psalm 118,17 auf dem Sockel des Erfurter Lutherdenkmals

Der 118. Psalm ist ein biblischer Psalm aus dem fünften Buch des Psalters.

## Inhalt
Der Psalm drückt ein dankbares Bekenntnis zur Hilfe Gottes aus. Aus der Struktur mit zahlreichen Wiederholungen lässt sich erkennen, dass er einen Wechselgesang darstellt. Wahrscheinlich wurde er beim Einzug der Gemeinde in den Tempel gesungen. Eine eindeutige Zuordnung der einzelnen Teile zu einzelne Personen oder Gruppen ist heute jedoch nicht mehr möglich. Vers 22 f („Der Stein, den die Bauleute verworfen haben, ist zum Eckstein geworden“) wird im Neuen Testament auf Jesus den Messias (Jesus Christus) bezogen (beispielsweise in Mt 21,42 , Apg 4,11  oder 1. Petr 2,7 ).

## Rezeption

### Luther
Martin Luther schätzte den Psalm 118 hoch und widmete ihm 1530 die Schrift Das schöne Confitemini.

### Kirchenmusik
In der 1714 erstmals aufgeführten Kantate Tritt auf die Glaubensbahn (BWV 152) verarbeitet Johann Sebastian Bach das vom Dichter Salomon Franck aufgenommene Bild des Ecksteins.
Das Kirchenlied Nun saget Dank und lobt den Herrn von Ambrosius Lobwasser basiert auf Psalm 118. Im Jahr 1952 wurde das Lied durch Fritz Enderlin um zwei weitere Strophen erweitert, welche ebenfalls von Psalm 118 inspiriert sind.
In der lutherischen Liturgie wird er beispielsweise an Ostern, während der Sonntage der Osterzeit und an Pfingsten gesungen.

### Eckstein (Bauwesen)
→ Hauptartikel Eckstein